# 王辉球
王辉球（1911年9月—1994年11月5日），中国人民解放军中将，1955年获二级八一勋章、一级独立自由勋章、一级解放勋章。1988年获一级红星功勋荣誉章。